# Аят Світла
Аят Світла (араб. آية النور, āyat an-nūr) — 35 аят 24 сури Корану Ан-Нур. Він описує все що стосується Світла Аллага, та його значення.

## Текст
Оригінал з Корану:
« للَّهُ نُورُ السَّمَاوَاتِ وَالْأَرْضِ مَثَلُ نُورِهِ کَمِشْکَاةٍ فِیهَا مِصْبَاحٌ الْمِصْبَاحُ فِی زُجَاجَةٍ الزُّجَاجَةُ کَأَنَّهَا کَوْکَبٌ دُرِّیٌّ یُوقَدُ مِن شَجَرَةٍ مُّبَارَکَةٍ زَیْتُونِةٍ لَّا شَرْقِیَّةٍ وَلَا غَرْبِیَّةٍ یَکَادُ زَیْتُهَا یُضِیءُ وَلَوْ لَمْ تَمْسَسْهُ نَارٌ نُّورٌ عَلَی نُورٍ یَهْدِی اللَّهُ لِنُورِهِ مَن یَشَاءُ وَیَضْرِبُ اللَّهُ الْأَمْثَالَ لِلنَّاسِ وَاللَّهُ بِکُلِّ شَیْءٍ عَلِیم »
Переклад Якубовича:
«Аллаг — світло небес і землі. Світло Його схоже на нішу, в якій є світильник, світильник у склі, а скло — наче зірка сяюча. Горить вона від благословенного оливного дерева, ні східного, ні західного; прагне запалати олія його, хоча б вогонь і не торкнувся її. Світло над світлом! Аллаг веде до Свого світла того, кого побажає! Аллаг наводить притчі людям, і Аллаг про кожну річ знаючий!»

## Тлумачення

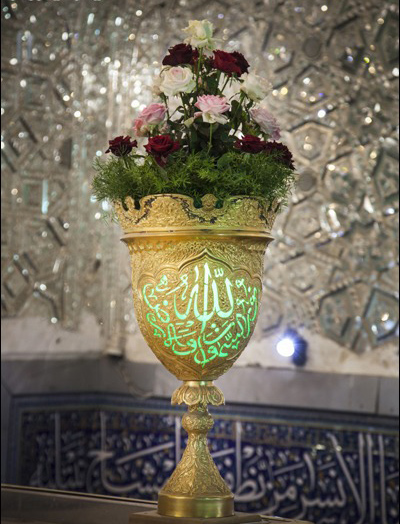
Аят вигравірувано на одній із ваз над храмом Хусейна ібн Алі

Цей аят був предметом багатьох екзегез, був коментований ібн Сіною, ат-Табарі, ібн Касіром, аль-Джаузія, аль-Газалі, ар-Разі, ібн Арабі, Садрою, Бахауллою тощо.
Цей аят також є першоджерелом одного з 99 імен Аллага: ан-Нур (النور), «Світло».